# Piotr z Lesiowa
Piotr z Lesiowa (zm. ok. 1500) – duchowny rzymskokatolicki. Pełnił funkcję proboszcza w Kulikowie i kanonika lwowskiego. Od 9 października 1492 ordynariusz kamieniecki. 